# Arabu
Arabu é um prato do Acre, constituído de ovos crus de tartaruga (ou um pouco cozidos), acompanhado de farinha de mandioca e temperado com pouco de sal.